# پریمگهار (آیووا)
پریمگهار (به انگلیسی: Primghar) شهری در ایالت آیووا کشور ایالات متحده آمریکا است که جمعیت آن در سرشماری سال ۲۰۱۰ میلادی، ۹۰۹ نفر بوده‌است.